# BV Возничего
BV Возничего (лат. BV Aurigae) — одиночная переменная звезда в созвездии Возничего на расстоянии (вычисленном из значения параллакса) приблизительно 5557 световых лет (около 1704 парсеков) от Солнца. Видимая звёздная величина звезды — от +17m до +13,8m.

## Характеристики
BV Возничего — красная пульсирующая переменная звезда, мирида (M) спектрального класса M8. Эффективная температура — около 3290 К.